# Ensis
Ensis is een geslacht van middelgrote in zee levende tweekleppige schelpdieren, ook wel aangeduid met de naam 'scheermes'. De typesoort van dit geslacht is Ensis magnus (Schumacher, 1817). In de levende fauna zijn wereldwijd elf à twaalf soorten bekend waarvan er vijf in de Noordzee leven (waaronder de exoot Ensis leei). De oudste Ensis-soorten zijn uit het Onder Mioceen van Europa bekend en daar lijkt het geslacht ook tegenwoordig nog zijn zwaartepunt te hebben.

## Determinatie
Ensis-soorten staan erom bekend dat zij moeilijk te determineren zijn. Zeker bij fossielen waarbij vaak alleen fragmenten gevonden worden, is determinatie tot op soortniveau meestal niet mogelijk. Door de grote variabiliteit in de vorm van de schelp zijn in het verleden vrij veel soorten beschreven waarvan nu wordt aangenomen dat zij binnen de variabiliteit van al eerder beschreven soorten vallen. De namen van die nieuwere soorten vallen dan ook in de jongere synonymie van die eerder beschreven soorten.

## Verspreiding en leefgebied
Aan de Nederlandse en Belgische kusten leven Ensis leei, E. ensis, E. magnus, E. minor en E. siliqua. Al deze soorten zijn regelmatig aangespoeld op de stranden te vinden. Uit de Nederlandse en Belgische ondergrond zijn Ensis complanatus, E. degrangei, E. rollei en E. waltonensis fossiel bekend. Dit zijn alle uitgestorven soorten.
Ensis-soorten leven voornamelijk in schoon zand. Zij kunnen zich zeer snel ingraven als zij door enige oorzaak boven op de bodem terecht zijn gekomen. De meeste soorten leven beneden de laagwaterlijn tot ongeveer vijftig meter waterdiepte, enkele soorten leven ook in de getijdenzone.

## Consumptie
Zoals heel veel mariene bivalven zijn ook Ensis-soorten eetbaar. In veel landen worden zij gegeten en speciaal voor de consumptie gevist.